# Arròs e Vila
Arròs e Vila és una entitat municipal descentralitzada del municipi de Vielha e Mijaran, a la Vall d'Aran. Els dos pobles que la formen, Arròs i Vila, estan situats al llarg de la ribera de la Garona i de la N-230 que uneix Vielha amb Bausen. El 2019 tenia 168 habitants.
Arròs e Vila, va formar un municipi independent fins a principis de 1970 quan es va unir, juntament a Vielha, Betlan, Escunhau, Gausac i Vilac per crear el nou municipi Vielha e Mijaran.
| Entitat de població | Habitants (2019) |
| ------------------- | ---------------- |
| Arròs               | 110              |
| Vila                | 58               |
| Font: Idescat       |                  |